# Liste der Fußball-Pflichtspiele zwischen dem 1. FC Köln und Fortuna Köln
Bei der Liste der Fußball-Pflichtspiele zwischen dem 1. FC Köln und Fortuna Köln handelt es sich um eine Auflistung der Aufeinandertreffen zwischen dem 1. FC Köln und dem SC Fortuna Köln, zwei Fußballvereinen aus Köln. 
Seit 1952 gab es 12 Pflichtspiele zwischen diesen beiden Clubs, wovon der Effzeh fünf und die Fortuna sechs gewann. Eine Partie endete mit einem Unentschieden. In der Saison 1973/74 spielten beide Vereine in der Bundesliga gegeneinander, von 1998 bis 2000 kam es zum Aufeinandertreffen in der zweiten Bundesliga.

## Beschreibung
Der 1. FC Köln ist der größte Verein der Stadt Köln und ist im Stadtteil Müngersdorf beheimatet. Seine Heimspiele trägt er im Rheinenergiestadion, im Sprachgebrauch oft Müngersdorfer Stadion genannt, in der Aachener Straße aus. Fortuna Köln hat derweil seinen Sitz in der Kölner Südstadt und bestreitet seine Heimspiele im Südstadion im Stadtteil Zollstock. Die Entfernung zwischen den beiden Stadien beträgt rund 7 Kilometer.

## Geschichte
Sowohl der 1. FC Köln als auch Fortuna Köln wurden im Jahr 1948 gegründet. Am 25. Mai 1952 kam es in der Zweitrundenpartie im Westdeutschen Pokal zum ersten Pflichtspiel der beiden Vereine, welches die Fortuna mit 2:0 für sich entschied. Anders als der Effzeh, der nach kurzer Zeit zum größten Verein der Stadt aufstieg, konnte die Fortuna nicht in die Oberliga – vor der Gründung der Bundesliga die höchste deutsche Spielklasse – aufsteigen. 
Auch nach der Gründung der Bundesliga war es dem SC Fortuna zunächst nicht gelungen, erstklassig zu spielen, während der 1. FC Köln die erste Bundesliga-Saison als Meister beendete. 1967 begann Präsident Jean Löring, sich bei den Südstädtern finanziell zu engagieren, so dass die Fortuna 1973 in die Bundesliga aufgestiegen war. Ein Jahr zuvor trafen sich der Effzeh und die Fortuna im Ligapokal aufeinander, wobei das Hinspiel Fortuna Köln für sich entschied (2:0) und das Rückspiel mit einem Unentschieden endete (1:1). Am 17. Oktober 1973 fand nach dem Bundesliga-Aufstieg der Südstädter das erste Aufeinandertreffen zwischen dem SC Fortuna Köln und dem 1. FC Köln in einem Ligaspiel seit der Gründung der Bundesliga statt. Dabei gewann der Effzeh vor 28.000 Zuschauern im Kölner Radstadion durch die Tore von Wolfgang Overath und Hannes Löhr mit 2:0. Das Rückspiel am 30. März 1974 im ebenfalls im Radstadion ausgetragene Rückspiel gewann ebenfalls der FC, dieses Mal mit 5:0, wobei Heinz Flohe einen Hattrick markierte und Löhr die restlichen zwei Treffer beisteuerte. Zum Saisonende stieg Fortuna Köln aus der Bundesliga ab. 
In der Saison 1982/83 erreichten sowohl der 1. FC Köln als auch die Kölner Fortuna das DFB-Pokalfinale, womit zum bisher einzigen Mal in der Geschichte des Wettbewerbs im Finale ein Stadtderby stattfand. Das Spiel im Müngersdorfer Stadion endete mit einem 1:0-Finalsieg des favorisierten Effzeh durch ein Tor von Pierre Littbarski. Der 1. FC Köln musste 1998 nach 35 Jahren Bundesligazugehörigkeit ebenfalls aus der Bundesliga absteigen, woraufhin es erneut zu einem Aufeinandertreffen mit den Kölner Südstädtern kam. Sowohl das Hin- als auch das Rückspiel endete mit einem Sieg der Fortuna gegen den FC (4:2 und 3:0), wobei beide Spiele im Müngersdorfer Stadion ausgetragen wurden. Der 1. FC Köln verpasste den Wiederaufstieg, so dass auch in der Saison 1999/2000 wieder zwei Stadtderbys anstanden. Im Hinspiel gewann der 1. FC Köln mit 3:0, das Rückspiel endete mit einem 3:1-Sieg der Südstädter. Zum Saisonende stieg der 1. FC Köln wieder in die Bundesliga auf, während Fortuna Köln in die Regionalliga abstieg. Bis jetzt (28. Februar 2021) gab es keine weiteren Duelle zwischen den beiden Vereinen in einem Wettbewerbsspiel.

## Statistik seit 1952

### Westdeutscher Pokal
| Saison  | Heim         |   | Gast       | Ergebnis |
| ------- | ------------ | - | ---------- | -------- |
| 1952/53 | Fortuna Köln | – | 1. FC Köln | 2:0      |

### Ligapokal
| Saison  | Heim         |   | Gast         | Ergebnis |
| ------- | ------------ | - | ------------ | -------- |
| 1972/73 | Fortuna Köln | – | 1. FC Köln   | 1:1      |
| 1972/73 | 1. FC Köln   | – | Fortuna Köln | 0:2      |

### Bundesliga
| Saison  | Heim         |   | Gast         | Ergebnis |
| ------- | ------------ | - | ------------ | -------- |
| 1973/74 | Fortuna Köln | – | 1. FC Köln   | 0:2      |
| 1973/74 | 1. FC Köln   | – | Fortuna Köln | 5:0      |

### DFB-Pokal
| Saison  | Heim         |   | Gast         | Ergebnis  |
| ------- | ------------ | - | ------------ | --------- |
| 1972/73 | Fortuna Köln | – | 1. FC Köln   | 2:1       |
| 1972/73 | 1. FC Köln   | – | Fortuna Köln | 4:0 n. V. |
| 1982/83 | 1. FC Köln   | – | Fortuna Köln | 1:0       |

### 2. Bundesliga
| Saison    | Heim         |   | Gast         | Ergebnis |
| --------- | ------------ | - | ------------ | -------- |
| 1998/99   | Fortuna Köln | – | 1. FC Köln   | 4:2      |
| 1998/99   | 1. FC Köln   | – | Fortuna Köln | 0:3      |
| 1999/2000 | 1. FC Köln   | – | Fortuna Köln | 3:0      |
| 1999/2000 | Fortuna Köln | – | 1. FC Köln   | 4:1      |

## Personen, die für beide Vereine aktiv waren

### Spieler
| Name                 | Position          | 1. FC Köln          | Fortuna Köln        |
| -------------------- | ----------------- | ------------------- | ------------------- |
| Ralf Aussem          | Abwehr            | 1979–1980           | 1984–1992           |
| Anthony Baffoe       | Abwehr            | 1983–1985           | 1987–1989           |
| Helmut Bergfelder    | Sturm             | 1966–1968           | 1970–1976           |
| Dino Bišanović       | Mittelfeld        | 2012–2013           | 2014–2015           |
| Axel Britz           | Abwehr            | 1989–1991 1992–1993 | 1991–1992           |
| Thomas Bröker        | Sturm             | 2004–2006 2012–2015 | 2018–2019           |
| Stephan Engels       | Mittelfeld        | 1978–1989           | 1989–1990           |
| Maurice Exslager     | Sturm             | 2013–2015           | 2017–2019           |
| Uwe Fuchs            | Sturm             | 1990–1993           | 1987–1989 1994–1995 |
| Stephan Glaser       | Mittelfeld        | 1998–2000           | 2006–2011           |
| Armin Görgens        | Abwehr            | 1984–1986           | 1986–1987           |
| Bernd Grabosch       | Mittelfeld        | 1981–1982           | 1982–1986           |
| Ivica Grlić          | Mittelfeld        | 2000–2001           | 1997–2000           |
| Ernst-Günter Habig   | Sturm             | 1960–1963           | 1965–1967           |
| Moritz Hartmann      | Sturm             | 2009                | 2018–2019           |
| Alfons Higl          | Abwehr            | 1989–1995           | 1995–1996           |
| Thiemo-Jérôme Kialka | Sturm             | 2011–2012           | 2013–2015           |
| Michael Lejan        | Mittelfeld        | 2004–2005           | 2012–2013           |
| Dirk Lottner         | Mittelfeld        | 1999–2004           | 1990–1997           |
| Alassane Ouédraogo   | Mittelfeld        | 2000–2003           | 2010–2012           |
| Dieter Paucken       | Tor               | 2007–2008           | 2011–2012           |
| Anton Regh           | Abwehr            | 1961–1969           | 1969–1971           |
| Karl-Heinz Ripkens   | Sturm             | 1959–1964           | 1969–1970           |
| Wolfgang Rolff       | Mittelfeld        | 1994–1995           | 1980–1982 1995–1996 |
| Matthias Scherz      | Sturm             | 1999–2009           | 2012–2013           |
| Norbert Schmitz      | Mittelfeld        | 1976–1978           | 1980–1984           |
| Oliver Schröder      | Abwehr/Mittelfeld | 2002–2004           | 2015–2017           |
| Albert Streit        | Mittelfeld        | 2004–2006           | 2014                |
| Karl-Heinz Struth    | Abwehr            | 1966–1968           | 1968–1976           |
| Gerhard Welz         | Tor               | 1971–1975           | 1980–1982           |
| Tony Woodcock        | Sturm             | 1979–1982 1986–1988 | 1988–1990           |

### Trainer
| Name            | 1. FC Köln | Fortuna Köln                  |
| --------------- | ---------- | ----------------------------- |
| Volker Kottmann | 1972       | 1973                          |
| Johannes Linßen | 1991       | 1984–1986 1987–1989 1993–1995 |
| Bernd Schuster  | 1998–1999  | 1997–1998                     |